# Ле-Пен (Алье)
Ле-Пен (фр. Le Pin) — коммуна во Франции, находится в регионе Овернь. Департамент коммуны — Алье. Входит в состав кантона Ле-Донжон. Округ коммуны — Виши.
Код INSEE коммуны — 03208.

## Население
Население коммуны на 2008 год составляло 381 человек.
| 1962 | 1968 | 1975 | 1982 | 1990 | 1999 | 2008 |
| ---- | ---- | ---- | ---- | ---- | ---- | ---- |
| 530  | 539  | 502  | 458  | 413  | 381  | 381  |

## Экономика
В 2007 году среди 213 человек в трудоспособном возрасте (15—64 лет) 161 были экономически активными, 52 — неактивными (показатель активности — 75,6 %, в 1999 году было 67,4 %). Из 161 активного работали 154 человека (89 мужчин и 65 женщин), безработных было 7 (3 мужчин и 4 женщины). Среди 52 неактивных 9 человек были учениками или студентами, 24 — пенсионерами, 19 были неактивными по другим причинам.